# 大朗斯
大朗斯（法語：Le Grand-Lemps，法語發音：[lə grɑ̃ lɛ̃s]）是法国伊泽尔省的一个市镇，属于拉图尔迪潘区。

## 地名
该地名“Le Grand-Lemps”发音为[lə grɑ̃ lɛ̃s]，字母“s”发音，《世界地名译名词典》将其误译作“大朗”。

## 地理
大朗斯（45°23'54"N, 5°25'11"E）面积12.9 平方千米，位于法国奥弗涅-罗讷-阿尔卑斯大区伊泽尔省，该省份为法国东南部内陆省份，北起顺时针与安省、萨瓦省、上阿尔卑斯省、德龙省、阿尔代什省、卢瓦尔省和罗讷省。
与大朗斯接壤的市镇（或旧市镇、城区）包括：锡朗、贝沃奈、沙邦、科隆布、伊佐、隆日舍纳勒。

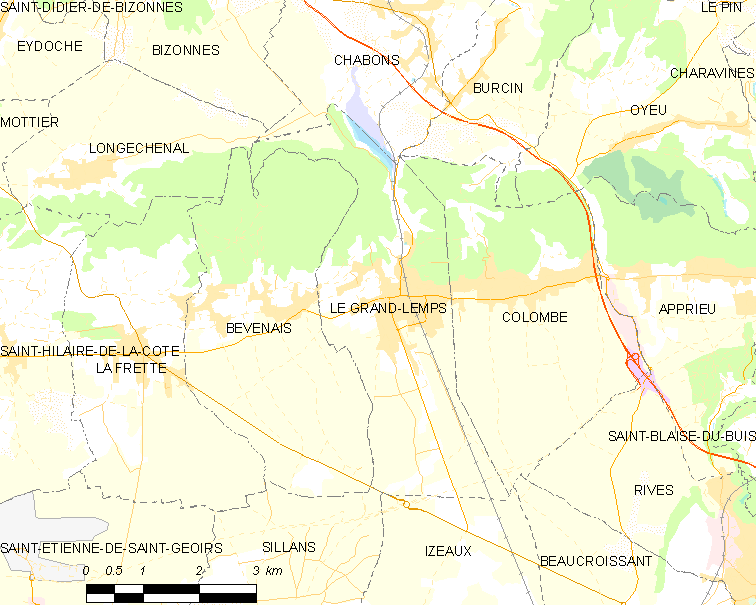
大朗斯的OSM定位图

大朗斯的时区为UTC+01:00、UTC+02:00（夏令时）。

## 行政
大朗斯的邮政编码为38690，INSEE市镇编码为38182。

## 政治
大朗斯所属的省级选区为大朗斯县。

## 人口

1962-2008年间大朗斯人口变化图示

大朗斯于2022年1月1日时的人口数量为3093人。